# Ligne d'Armentières à Houplines
La ligne d'Armentières à Houplines est une ancienne ligne ferroviaire non électrifiée à voie unique reliant la gare d'Armentières à celle d'Houplines. Elle est déposée sur quasiment tout son parcours.
Elle constitue la ligne no 298 000 du réseau ferré national. Elle se prolongeait en Belgique par la ligne 67, de Comines au Touquet (frontière).

## Historique
La ligne, partie d'un itinéraire « d'Armentières à Ostende » est concédée à la Compagnie du chemin de fer d'Ostende à Armentières par une convention signée le 26 mai 1866 entre le ministre des Travaux publics et la compagnie. Cette convention est approuvée par un décret impérial à la même date.
Le raccordement au niveau de la frontière est défini par une convention internationale signée le 11 mai 1870 entre l'Empire Français et le Royaume de Belgique. Cette convention est promulguée par un décret impérial le 4 juin suivant.
La ligne d'Armentières à Houplines et son prolongement vers Comines sont inaugurés le 1er novembre 1870. Il faudra attendre l'été 1873 pour que soient mises en service les dernières sections du chemin de fer en direction d'Ostende.
La ligne est rachetée par l'État selon les termes d'une convention passée le 5 juin 1879 entre le ministre des Travaux publics et le conseil de liquidation de la Compagnie du chemin de fer d'Ostende à Armentières. Cette convention est approuvée par une loi le 23 septembre 1881.
Le 30 décembre 1881, le ministre des Travaux publics signe avec la Compagnie des chemins de fer du Nord une convention provisoire pour l'exploitation de la ligne. Cette convention est approuvée par un décret le 9 janvier 1882
La ligne est cédée par l'État à Compagnie des chemins de fer du Nord selon les termes d'une convention signée entre le ministre des Travaux publics et la compagnie le 5 juin 1883. Cette convention est approuvée par une loi le 20 novembre suivant.
Les trains de voyageurs franchissant la frontière belge sont supprimés en 1937. La ligne 67, vers Comines, reste en activité jusqu'en 1988.
La ligne est déclassée en totalité (PK 21,547 à 23,055) le 16 décembre 1991.

## Caractéristiques

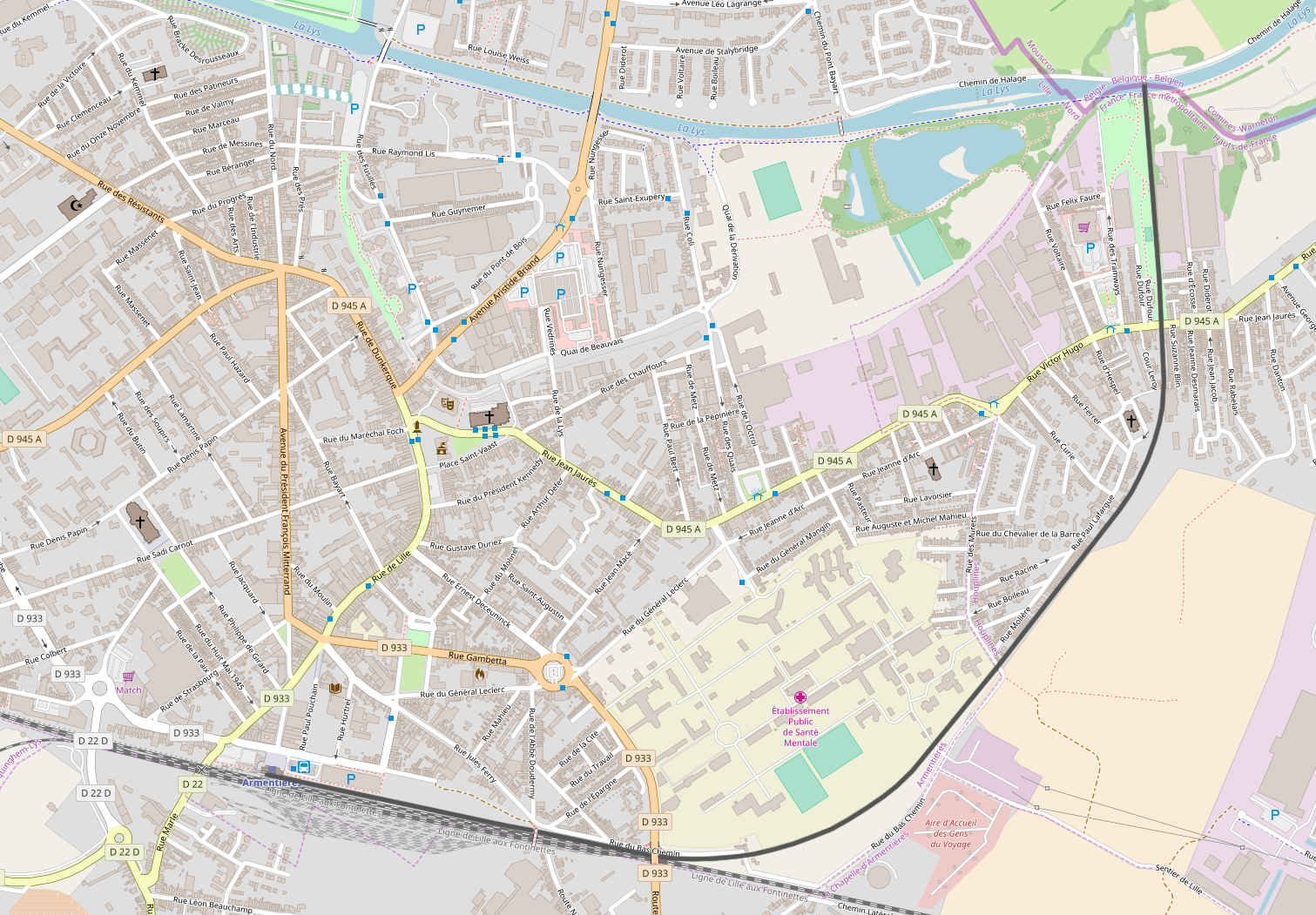
Tracé de la ligne.

### Tracé
La ligne prend naissance près de la gare d'Armentières à partir de la ligne de Lille aux Fontinettes et se termine au-delà de la gare d'Houplines, à la frontière entre la France et la Belgique. Une autre ligne continuait en direction de la gare de Courtrai en Belgique. La ligne est longue d'environ deux kilomètres et demi en France.